# Caro papà (serie televisiva)
Caro papà (Father, Dear Father) è una sitcom televisiva di produzione inglese del 1968, conosciuta anche come Papà, caro papà.
Patrick Glover è un maturo scrittore divorziato dalla moglie Barbara con la quale rimane in buoni rapporti, che si trova a dover badare alla casa e alle due figlie, adolescenti e alquanto vivaci, ricorrendo ad una governante di nome Matilda che egli chiama Nanny (tata in inglese), la quale a sua volta dirime ogni questione con una tazza di tè. Il cane di casa, un San Bernardo di nome H.G. Wells, è un'ingombrante e sonnolenta presenza.
L'uomo si trova in situazioni bizzarre spesso complicate da equivoci dovuti a giochi di parole che nella lingua inglese hanno spunto esilarante, come quando egli riceve telefonate della governante che dice di trovarsi a Bath in compagnia di coetanei, credendo lui che si trovi chiusa nel bagno di casa (at bath in Inglese) alquanto affollato.
Nel 1973 dalla serie è nato un film, inedito in Italia (Father, Dear Father), nel 1978 è stato realizzato un seguito ambientato in Australia (Father, Dear Father in Australia).
La sitcom era trasmessa nella seconda metà degli anni Settanta su Rai 2 prima dell'appuntamento del giovedì sera con Giochi senza frontiere, dal 1978 quotidianamente in fascia pre serale.

## Curiosità
- Omonimia con un film italiano contemporaneo 1979, per la regia di Dino Risi, con Vittorio Gassman.